# Sporturi olimpice
Sporturi olimpice sunt cele care figurează în programul Jocurilor Olimpice de vară și al celor de iarnă. Numărul și componența acestora a evoluat de-a lungul timpului. Lista este stabilită de Comitetul Olimpic Internațional. Fiecare sport trebuie să fie reprezentat de un organ de conducere recunoscut de acesta. 
Jocurile Olimpice de vară din 2016 de la Rio de Janeiro au inclus 28 de sporturi, în timp ca Jocurile Olimpice de iarnă din 2018 de la Pyeongchang vor include 7 sporturi.

## Legături externe
- en  Lista sporturilor olimpice pe Comitetul Olimpic Internațional